# Загряжский, Фёдор Дмитриевич

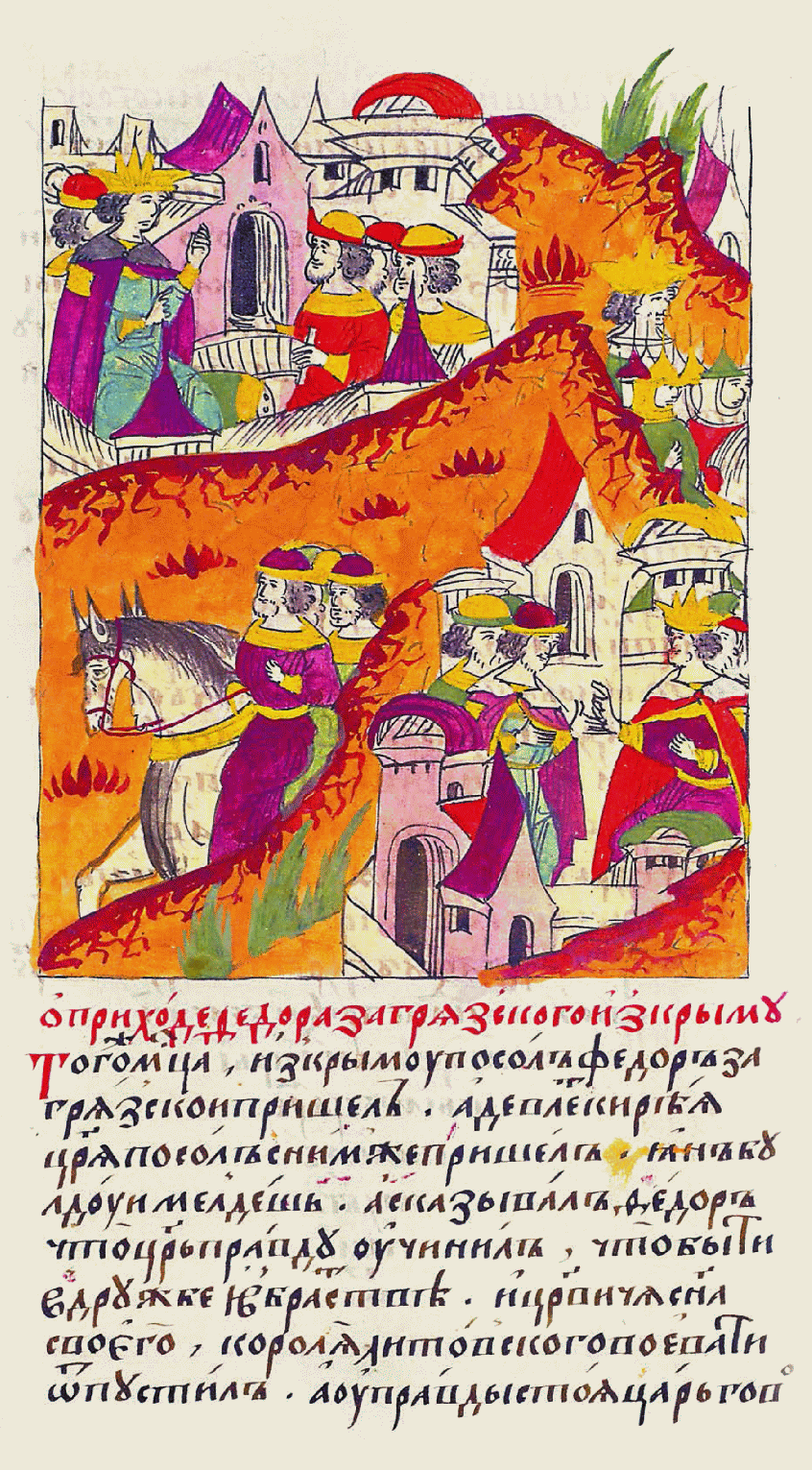
Лицевой летописный свод: «В том же месяце пришел из Крыма посол Федор Загряжский, а с ним же пришел посол царя Девлет-Гирея Янбулдуй Мелдеш. И сказал Федор, что царь клятву дал в том, чтобы быть в дружбе и в братстве, и своего сына царевича отпустил воевать против короля Литовского»

Фёдор Дмитриевич Загряжский — боровский сын боярский на службе у русского царя Ивана IV Грозного

## Биография
Представитель рода Загряжских, младший сын дипломата Дмитрия Давыдовича, брат Даниила.
В июне 1534 года доставил в Вязьму, Дорогобуж и Смоленск с новую разрядную роспись для стоявших там воевод.
В 1541 году послан Иваном Бельским, фактическим главой правительства, к польскому королю Сигизмунду с мирными предложениями, но не был принят.
В 1550 году получил поместье в Московском уезде. В 1551 году годовал городничим в только что построенном Свияжске. В следующем году участвовал в взятии Казани.
29 июня 1553 был отправлен послом в Крымское ханство в Девлет Гирею, который задержал его в качестве пленника до января 1558 года.
Умер в 1561 году, похоронен в Спасо-Андроникове монастыре.
Имел трёх сыновей Александра, Афанасия и Владимира.